# Revelations (Stargate SG-1)
Revelations (Revelaciones) es el vigésimo segundo episodio de la quinta temporada de la serie de televisión de ciencia ficción Stargate SG-1, y el Nº 110 de toda la serie.

## Trama
Todo empieza cuando una Nave Asgard llega a un planeta orbitado por 2 Ha'tak Goa'uld. Thor entra en contacto con una de las naves, que está comandada por Osiris, y les ordena retirarse porque su presencia viola el Tratado Asgard-Goa'uld de mundos protegidos. Osiris sin embargo se niega arrogantemente diciendo que los dioses no pueden morir. Thor entonces abre fuego, pero los escudos de las naves Goa'uld resisten (esto nunca había ocurrido antes). Ante eso, Osiris con mucho orgullo y autoridad proclama el fin del dominio Asgard sobre los Goa'uld.
Más tarde, en el SGC, Hammond se haya conversando con la Mayor Carter, quien aun sigue triste por la partida de Daniel, cuando repentinamente el Portal se activa, llegando el Asgard Freyr. Él informa sobre el "incidente" en un "planeta protegido" con los Goa'uld, en el cual Thor resultó muerto, pero también agrega que había un científico Asgard oculto en ese lugar. Freyr solicita al SG-1 que vayan a rescatarlo, y O'Neill acepta.
El equipo viaja al planeta usando el Tel'tak que poseían.  Logran eludir a las Ha'tak en órbita y descienden sobre el laboratorio Asgard oculto. Son teletransportados a su interior, donde el científico Asgard llamado Heimdall, los recibe e informa que antes de irse deben rescatar a Thor, quien sigue vivo, pero prisionero de los Goa'uld. Pronto logran entrar en contacto con Thor dentro de la Ha'tak, pero él se niega irse porque Anubis esta por llegar y las investigaciones de Heimdall son más importantes que él. Heimdall le revela al SG-1 que todos los Asgard actuales son clones; transfieren sus mentes a cuerpos nuevos, pero el hacerlo durante milenios ha conllevado una degeneración del proceso de clonación, por lo que su trabajo consistía en encontrar una solución a esto, ya que sino su raza se extinguirá. Los Asgard desde hace 1000 años que no pueden reproducirse por meiosis (relaciones sexuales). 
Aun así se niegan a abandonarlo, y desarrollan entonces un plan para rescatar a Thor. Cuando Anubis llega, el Coronel O'Neill y Teal'c usan los anillos para acceder a la nave de Osiris, para que desactiven el escudo y así Heimdall pueda sacar a Thor. Carter usando un holograma los ayuda a no ser capturados por las patrullas Jaffa.
Mientras tanto Anubis enfrenta a Thor, mostrándole un dispositivo que será implantado en su cerebro conectándolo con la computadora de la nave. Thor lo desafía diciendo que los Goa'uld no poseen tal tecnología, a lo que Anubis le responde que vera que muchas cosas cambiaron desde su regreso. Osiris detecta la presencia de O'Neill y Teal'c y logra atraparlos usando un gas de los motores que los deja inconscientes. En el planeta, mientras teletransporta su investigación al Tel'tak, Heimdall le muestra a Carter parte de su trabajo, incluido el cuerpo de un antiguo Asgard.
Encerrados en la Ha'tak de Anubis, Jack y Teal'c son contactados y luego liberados por Thor, quien dice que ha sido capaz de controlar parte de la computadora de la nave. Luego, con la ayuda de Carter, encuentran los cristales de control del escudo, pero antes de que ella pueda decirles cual sacar, Osiris y varios Jaffa encuentran y acceden el laboratorio secreto capturándola. Debido esto, O'Neill decide simplemente destruirlos todos. 
En el laboratorio, Osiris le pregunta a Carter sobre donde esta Daniel Jackson, a lo que ella le responde que murió. Atónita, Osiris se niega a creerlo y se prepara para matar a Samantha, cuando ella es teletransportada, junto al resto del SG-1 y Thor al Tel'tak por Heimdall. Sin embargo, debido a que el dispositivo en el cerebro de Thor está unido a la nave Goa'uld, esta los encuentra y casi destruye. Pero entonces tres naves Asgard clase O'Neill bajo el mando de Freyr llegan y enfrentan a la única Ha'tak que quedaba (puesto que las otras dos fueron enviadas a luchar contra Yu), obligando a Anubis a huir. 
De vuelta en el SGC, Carter informa al resto sobre el estado de la Guerra Asgard-Replicadores y sobre Thor. Los Asgard lograron quitarle el dispositivo, pero éste cayó en coma.
Esa noche, O'Neill, Carter, y Teal'c están saliendo a comer fuera del complejo, cuando repentinamente sienten una pequeña brisa dentro de la base. Aunque nadie esta realmente seguro de qué la causó, al entrar en el elevador, Jack piensa qué puede tratarse de un viejo amigo, y sonríe.

## Recepción
- Este episodio fue nominado a un premio Emmy por "Mejores efectos visuales especiales en una serie", a un Leo en la categoría de "Mejores efectos visuales para una serie dramática", a un premio VES por el "Mejor Personaje Animado en un Programa de TV en directo o en un Anuncio", y ganó un premio Gemini en la categoría "Mejores efectos visuales".[4]

## Artistas invitados
- Anna-Louise Plowman como Osiris.
- Teryl Rothery como Heimdall (Voz).
- David Palffy como Anubis.
- P.J. Johal como Jaffa.
- Shaker Paleja como Jaffa
- Martin Sims como Jaffa.
- Michael Shanks como Thor (Voz).
- Brian Jensen como Freyr (Voz).[1]